# Lepaküla
Lepaküla est un village estonien situé dans la commune d'Häädemeeste et le comté de Pärnu.